# Нойферт, Эрнст
Эрнст Но́йферт (нем. Ernst Neufert, 15 марта 1900 — 23 февраля 1986) — немецкий архитектор, теоретик архитектуры, помощник Вальтера Гропиуса, член многочисленных организаций по стандартизации.

## Биография
Родился во Фрайбург. В 17 лет, после 5 лет работы каменщиком, Нойферт поступил в строительную школу (Baugewerbeschule) в Веймаре. В 1919 году преподаватель порекомендовал его Вальтеру Гропиусу как одного из первых студентов Баухауса. Окончил учёбу он в 1920 году. Вместе с экспрессионистическим архитектором Paul Linder (1897—1968) отправился в годовое путешествие по Испании, где делал наброски средневековых церквей. В Барселоне он встретил Антони Гауди, архитектура которого произвела глубокое впечатление на молодого студента. Позже Нойферт стал одним из первых защитников Гауди в Германии. После 1921 года он вернулся в Баухаус и стал главным архитектором под руководством Гропиуса в одном из самых видных архитектурных бюро в Веймарской республике.
В 1923 он встретил художницу Alice Spies-Neufert, студентку мастеров Баухауса Георга Мухе и Пауля Клее, и женился на ней в 1924 году. У них было четверо детей (Peter, Christa, Ingrid и Ilas).
В 1925 Нойферт работал совместно с Гропиусом на реализации нового здания Баухауса в Дессау и завершении хозяйских домов для Мухе, Клее и Кандинского. В 1926 он вернулся в Веймар и занялся преподавательской деятельностью под руководством Отто Бартнинга в Строительном колледже (Bauhochschule), также называемом «вторым Баухаусом». С 1928 по 1930 год он реализовал ряд проектов, таких как Mensa am Philosophenweg и Abbeanum в Йене. В 1929 он построил собственный дом в Gelmeroda, деревне около Веймара. Сегодня там располагается штаб-квартира Фонда Нойферта и небольшой музей Neufert Box со сменной экспозицией. После того, как нацистами был закрыт Строительный колледж, он переехал в Берлин и работал в частной школе, основанной Иоганнесом Иттеном, которая тоже была вынуждена закрыться в 1934 году.
Нойферт очень рано понял возможность рационализации процесса строительства, также как и потребность в нормах и правилах.
В 1934 он стал постоянным архитектором Объединённой стекольной промышленности (Vereinigte Lausitzer Glaswerke). Он спроектировал частный дом директору Dr. Kindt (с цветными стеклами от Шарля Кроделя) и многочисленные жилые дома, административные и производственные здания в Weißwasser, Tschernitz и Kamenz. В это же время он работал над книгой Строительное проектирование, которую опубликовал в 1936 году. Она остаётся повседневным помощником архитекторов-проектировщиков по сей день.
В 1936 году Нойферт путешествовал в Нью-Йорк и Талиесин, чтобы познакомиться с творчеством Фрэнка Ллойда Райта и оценить свои возможности найти работу в Соединённых штатах. Но, приехав в Нью-Йорк, он обнаружил огромный интерес к первому изданию своей книги и вернулся в Берлин для подготовки второго издания. Он принял решение остаться в Германии. В 1939 году Альберт Шпеер назначил Нойферта работать над стандартизацией немецкой промышленной архитектуры.
После Второй мировой войны Нойферт стал профессором Дармштадтского технического университета. Он открыл своё архитектурное бюро Neufert und Neufert со своим сыном Петером в 1953 году и реализовал ряд проектов, включающий много промышленных зданий.